# Eldritch (відеогра)
Eldritch – шутер від першої особи 2013 року розроблений Девідом Піттманом та Minor Key Games. Гра побудована на творах Г. Ф. Лавкрафта та елементах ґеймплею roguelike-ігор.

## Дати релізів
Eldritch вийшов 21 жовтня 2013 року.
Розширення «Eldritch: Mountains of Madness» було аноносовано [Архівовано 27 лютого 2015 у Wayback Machine.] 4 грудня 2013, і вийшло вже через п'ятнадцять днів [Архівовано 27 лютого 2015 у Wayback Machine.].
20 серпня 2014 року. The "Happy Birthday, Lovecraft!" update [Архівовано 27 лютого 2015 у Wayback Machine.].
14 квітня 2014 року було оприлюднено початковий код гри [Архівовано 11 березня 2016 у Wayback Machine.].
27 жовтня 2014 року, напередодні Хелоуїну, вийшло маленьке тематичне оновлення [Архівовано 27 лютого 2015 у Wayback Machine.].

## Зовнішні посилання
- Офіційний сайт
- Шаблон:Metacritic video game